# Zikmund z Haimhausenu

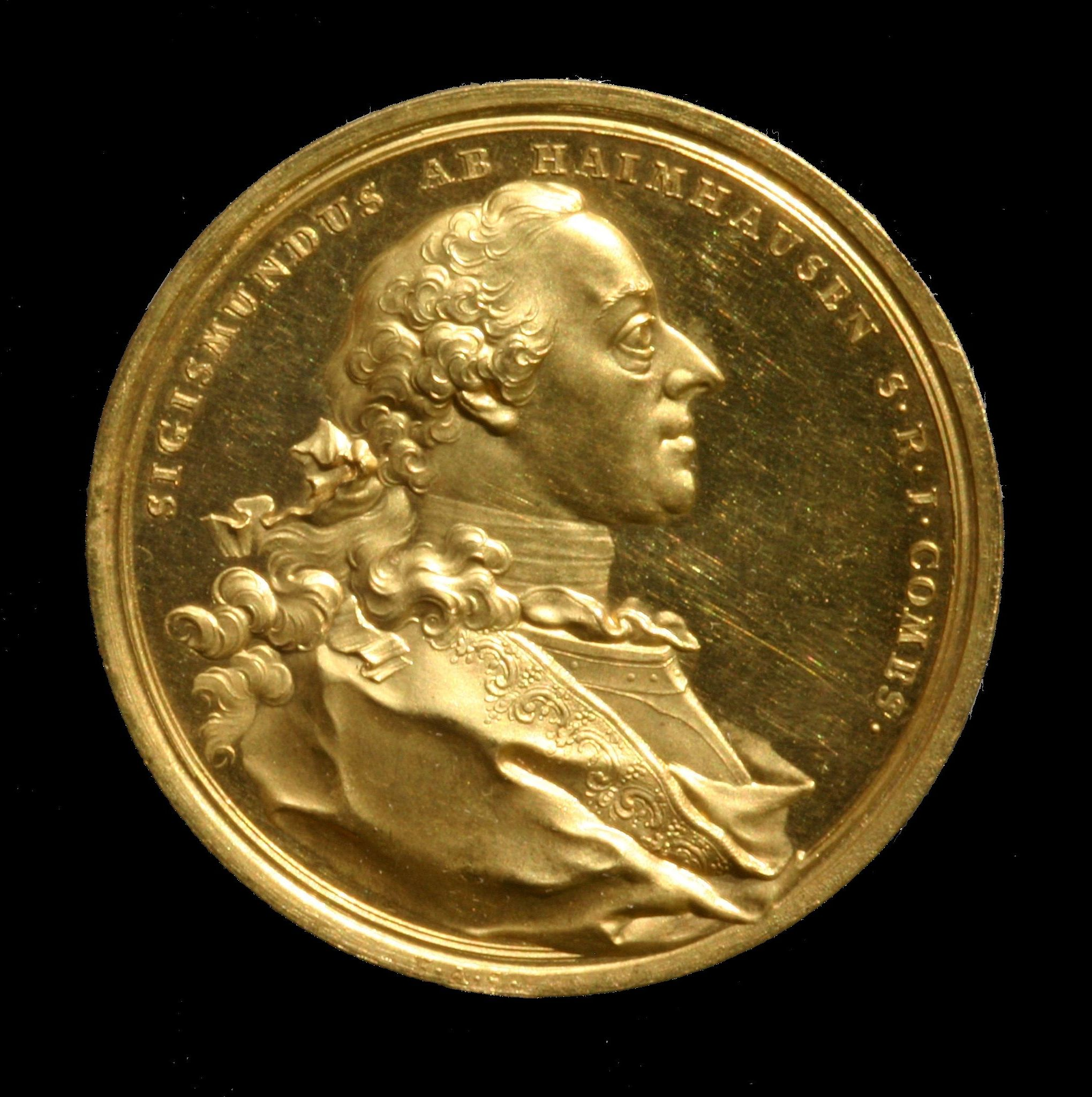
Zikmund Haimhausen

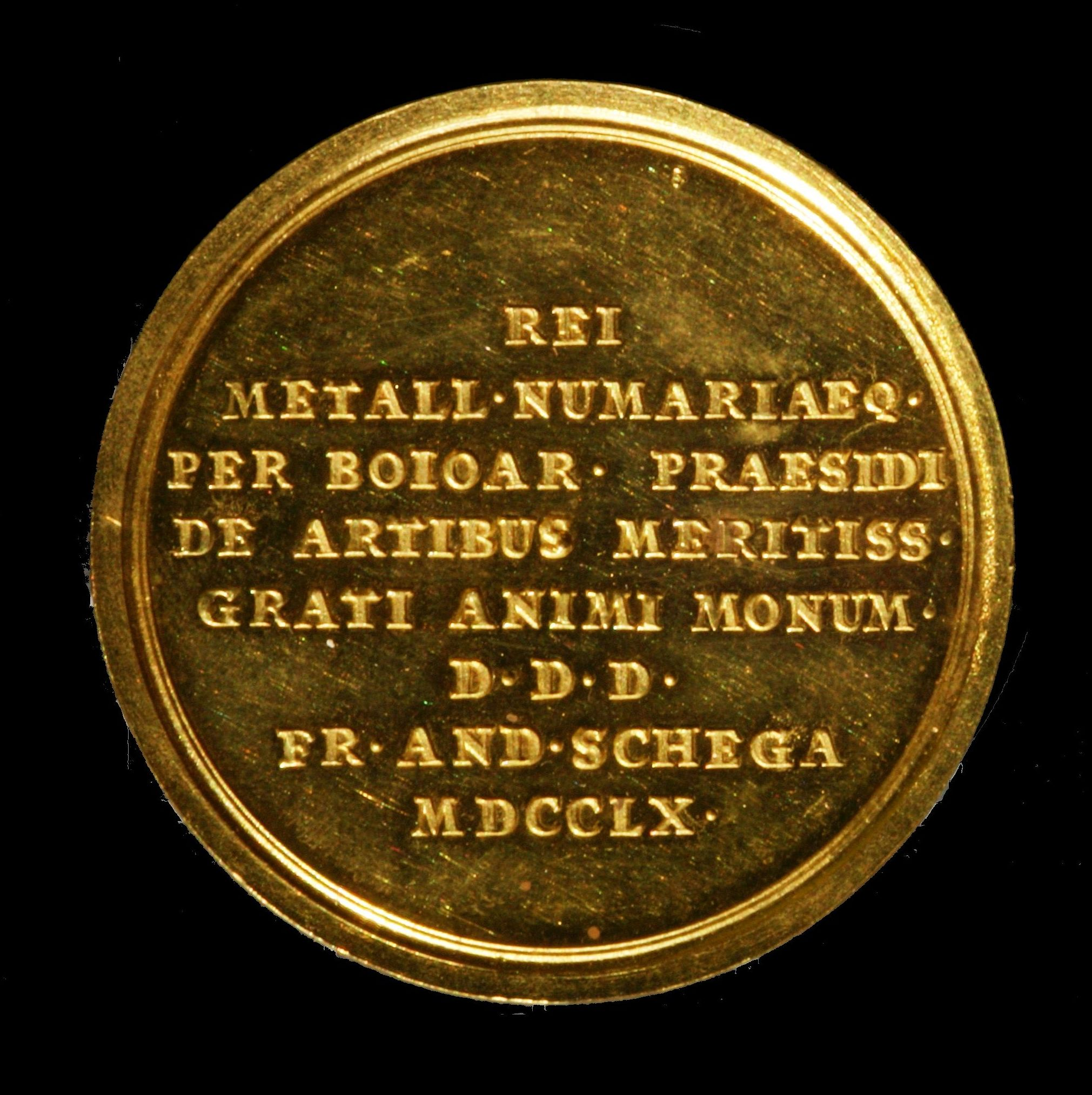
podle Franze Schegy

Jan Zikmund Ferdinand Josef hrabě z Haimhausenu (něm. Johann Sigmund Ferdinand Joseph Graf von Haimhausen, * 28. prosinec 1708 v Mnichově; † 16. leden 1793 v Mnichově) byl bavorský právník, úředník a podnikatel se statky na Chebsku.

## Studia
Jako šestnáctiletý zapsal se na salcburské univerzitě, od roku 1726 poslouchal dva roky právo na Karlově univerzitě v Praze. Pak následovala cesta do Drážďan, Berlína, Lübecku, Hamburku, Amsterdamu a Lovaně.

## Majetek v Čechách
Po studiích převzal správu rodinných statků na Tachovsku v Plzeňském kraji. Kromě Chodové Plané , kterou rod vlastnil v letech 1621-1945, to byly i tamní doly na měď. I proto odešel do Lipska studovat hornické vědy, metalurgii a chemii. Po Krušnohoří navštívil i rakouská horní města. V souvislosti s kvetoucím dolováním založil na českém panství u Zadního Chodova osadu Nový Haimhausen, spadající k obci Broumov na bavorské hranici, a to se železárnou. Požár v Chodové Plané zničil v roce 1733 kostel, který nechal v letech 1748-1754 obnovit. Vybavení kostela pochází z let 1764-1766. V Chodové Plané nechal také starší renesanční zámeček, vyhořelý před rokem 1734, upravit na obydlí úředníků správy panství, a naproti vybudovat dvoukřídlý patrový barokní zámek č.p. 2, ještě stojící. On sám však trvale sídlil jinde.

## Kariéra
Po smrti Karla VI. vystoupil se svým nárokem na český trůn bavorský kurfiřt Karel Albrecht, kterému Haimhausen holdoval jak v Praze, tak ve Frankfurtu při císařské korunovaci. Na mnichovském dvoře se Haimhausen plně uplatnil až za jeho nástupce Maxmiliána III. Josefa, který ho jmenoval v roce 1751 do čela nově zřízeného mincovního a horního kolegia. Mincování vylepšil povoláním známého mincmistra Jiřího Jastera z Mohuče, příležitost poskytl nadanému samoukovi Franzi Schegovi, který se z puškaře vypracoval na rytce mincovních razidel a vyhledávaného medailéra. Později Haimhausen prosadil zřízení porcelánky v Nymphenburgu. Stal se zakládajícím prezidentem bavorské akademie věd; ta vznikla díky úsilí dvorního rady Jana Jiřího Loriho, zaměstnaného na Haimhausenově mincovním a horním kolegiu. Kurfiřt podepsal zakládací listinu na své narozeniny 28. března 1759.